# Mykola Mykhaylenko
Mykola Mykolayovych Mykhaylenko (en ukrainien : Микола Миколайович Михайленко), né le 22 mai 2001 à Varva, est un footballeur international ukrainien qui évolue au poste de milieu défensif au Dynamo Kiev.

## Biographie

### Carrière en club
Né à Varva en Ukraine, Mykola Mykhaylenko est formé par le Dynamo Kiev, avant de commencer sa carrière professionnelle en prêt dans le championnat d'Ukraine.
Mykhaylenko est prêté au Chornomorets Odessa lors de la saison 2021-22 de Championnat d'Ukraine. Il joue son premier match avec l'équipe première du club le 25 juillet 2021,.
Lors de la saison 2022-23, est à nouveau prêté en Championnat d'Ukraine, d'abord au Zorya Louhansk puis au FK Oleksandria, où il reste aussi la saison suivante.
De retour avec le Dynamo, il joue son premier match avec l'équipe première du club le 17 août 2025.
Il est ainsi sacré champion d'Ukraine lors de la saison 2024-25.

### Carrière en sélection
Mykhaylenko est international ukrainien junior jusqu'à l'équipe espoirs, découvrant ensuite la sélection olympique, avec laquelle il prend part aux jeux de Paris.
En mai 2025, Mykhaylenko est convoqué pour la première fois avec l'équipe senior d'Ukraine.
Il honore sa première sélection le 7 juin 2025, remplaçant Roman Iaremtchouk à la 66e minute d'un match amical contre le Canada.

## Palmarès
Dynamo Kiev
- Championnat d'Ukraine (1)
  - Champion en 2024-25[7]
- Coupe d'Ukraine
  - Finaliste en 2024-25